# Пусте Уляни
Пусте́ Уляни (словац. Pusté Úľany) — село в окрузі  Ґаланта Трнавського краю Словаччини. Площа села 24,54 км². Станом на 31 грудня 2015 року в селі проживало 1747 жителів.

## Історія
Перші згадки про село датуються 1301 роком.

## Населення
| Рік:            | 1994. | 2004.   | 2014.   | 2024.   |
| --------------- | ----- | ------- | ------- | ------- |
| Кількість осіб: | 1519  | 1599    | 1708    | 1822    |
| Різниця:        |       | +5,26 % | +6,81 % | +6,67 % |

| Рік:            | 2023. | 2024.   |
| --------------- | ----- | ------- |
| Кількість осіб: | 1844  | 1822    |
| Різниця:        |       | -1,19 % |